# Pravčická brána (národní přírodní památka)
Národní přírodní památka Pravčická brána je chráněné území v oblasti známé skalní brány. Chráněné území zahrnuje nejen samotnou pískovcovou bránu, ale i okolní skalní masivy a také zastavěnou plochu (zámeček Sokolí hnízdo). Skalní útvary vznikly v kvádrových pískovcích křídového stáří, geomorfologicky náleží k podcelku Jetřichovické stěny Děčínské vrchoviny.Chráněné území se nachází asi 3 km severovýchodně od zástavby osady Hřensko a 2 kilometry severozápadně od osady Mezní Louka v obci Hřensko v okrese Děčín. Spadá do první zóny Národního parku České Švýcarsko. a patří také k ptačí oblasti Labské pískovce. Plocha NPP Pravčická brána je 1,11 ha.

## Historie ochrany
Pravčická brána byla poprvé chráněna od 18. prosince 1963, kdy byla usnesením okresního národního výboru Děčín vyhlášena chráněným přírodním výtvorem (CHPV). Dne 11. června 1992 byla vyhláškou Ministerstva životního prostředí překlasifikována na národní přírodní památku (NPP). Cílem ochrany je zachování současného stavu a přirozeného vývoje pískovcových skalních masivů a minimalizace negativního antropogenního působení.
České Švýcarsko bylo vyhlášeno jako chráněná krajinná oblast, od 1. ledna 2000 jako národní park. Od 1. ledna 2002 je oblast Pravčické brány zařazena do první zóny národního parku. 

## Přírodní poměry

### Geologie
Sedimenty na území Českosaského Švýcarska se ukládaly v období svrchní křídy v druhohorách. V tomto období se zde vyskytovalo moře, které bylo v této své severní části poměrně mělké, a ukládaly se zde především křemenné pískovce. Někdy došlo k prohloubení pánve (zvýšení mořské hladiny) a ukládaly se naopak prachovce, které tak dnes oddělují pískovcové vrstvy. Samotná brána je tvořena jizerským souvrstvím, které se ukládalo od středního do počátku svrchního turonu a nabývá mocnosti od 350 do 420 metrů. Šikmé zvrstvení pískovcových lamin (vrstev) ukazuje na převládající jihovýchodní směr mořských proudů, na rozdíl například od západního proudění patrného na skalách bělohorského souvrství (například ve Hřensku). Po ústupu moře byly obnažené pískovcové masivy exponovány přírodním podmínkám; na erozi a odnosu materiálu se podílelo více faktorů. Především to byla hloubková říční eroze, která vytvořila strmé skalní svahy. Horniny byly následně vystaveny zvětrávání, došlo k odnosu jejich méně pevných částí, a tím ke vzniku různých útvarů pískovcového reliéfu. Při formování skalní brány nejprve došlo k vytvoření tzv. skalní zdi postupným opadáváním kusů pískovce a skalním řícením podél souběžných puklin v pískovcovém masivu. Ve spodní části zdi potom z obou stran vznikl převis, který se dále postupně rozšiřoval ve směru nahoru a do stran, až došlo k úplnému proděravění zdi. Ostré hrany zbylé po opadu materiálu jsou časem zahlazovány zvětráváním (solným či mrazovým) nebo bioerozí.

### Flóra
Vzhledem k tomu, že k ploše NPP náleží i okolní svahy, je zde zastoupeno více druhů biotopů; ty byly zjištěny v souvislosti s mapováním přírodních stanovišť soustavy Natura 2000. Na pískovcovém substrátu lze obecně nalézt spíše na živiny nenáročné acidofyty (tj. kyselomilné druhy). Ve vegetaci převládá společenstvo Boreokontinentálních borů, které se vyskytuje ve vrcholových partiích skal a zaujímá 46 % rozlohy území NPP. Ze stromů v něm převažují borovice lesní (Pinus sylvestris) a bříza bělokorá (Betula pendula), z bylin jsou zde zastoupeny metlička křivolaká (Avenella flexuosa), hasivka orličí (Pteridium aquilinum), brusnice borůvka (Vaccinium myrtillus), brusnice brusinka (Vaccinium vitis-idaea) či vřes obecný (Calluna vulgaris). Z mechů je hojný například dvouhrotec chvostnatý (Dicranum scoparium), paprutka nící (Pohlia nutans) a křivonožka zprohýbaná (Campylopus flexuosus).

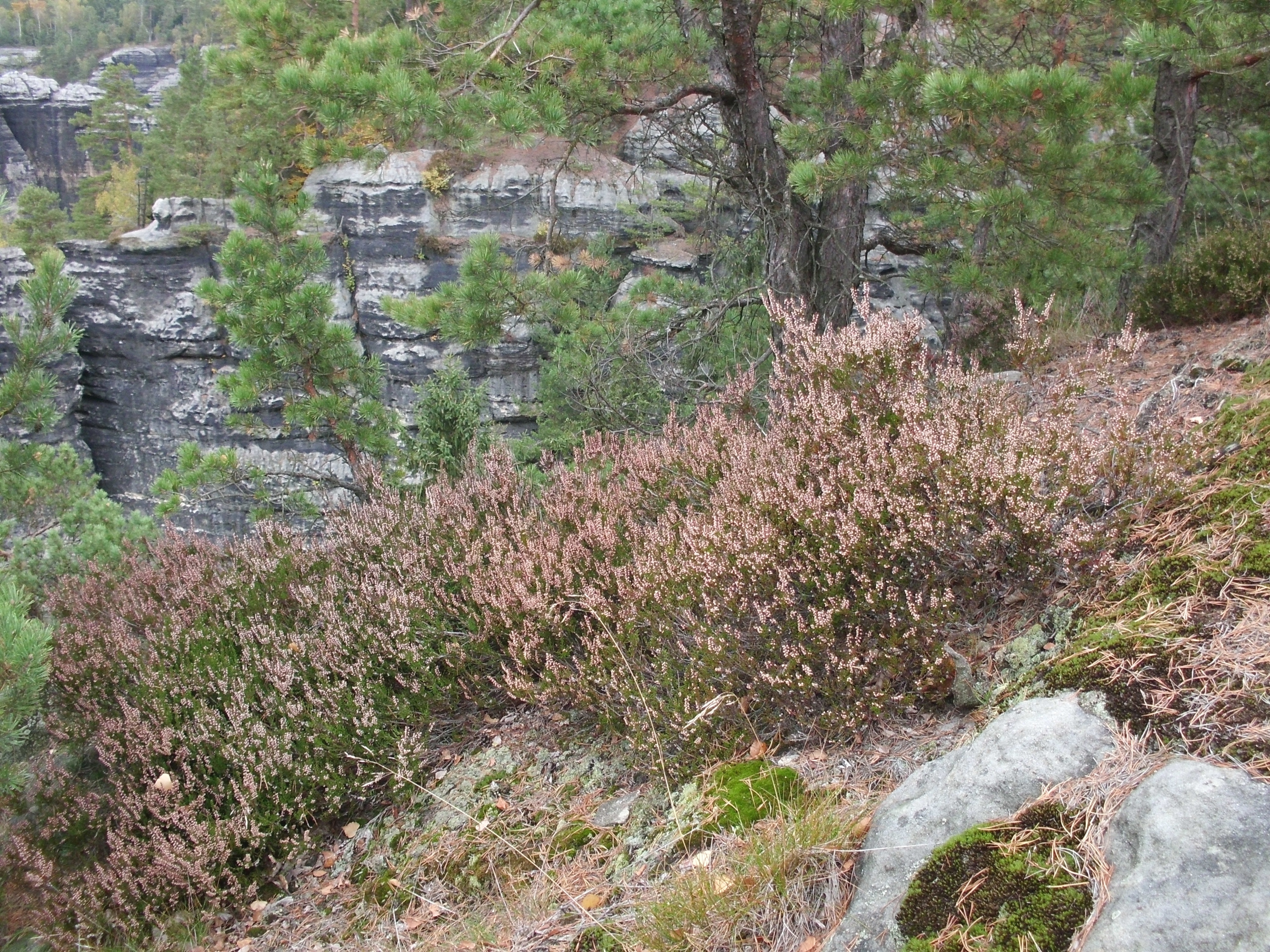
Vřes obecný (Calluna vulgaris)

Samotná Pravčická brána je nejvíce pokrytá lišejníky. Častým rodem je dutohlávka (Cladonia sp. ), a to například: dutohlávka vyzáblá (Cladonia macilenta) rostoucí na malé vrstvičce humusu, dutohlávka prstitá (Cladonia digitata), dutohlávka pohárkatá (Cladonia pyxidata), dutohlávka červcová (Cladonia coccifera), dutohlávka parohatá (Cladonia cervicornis) a další. Na pískovcových skalách můžeme pozorovat terčovku zakřivenou (Arctoparmelia incurva), která tvoří žlutavé stélky a patří mezi vzácné lišejníky. Lze ji nalézt i na samotném útvaru PB spolu například s drobnovýtruskou hnědavou (Acarospora fuscata), šálečkou černohnědou (Lecidea fuscoatra), terčovkou skalní (Parmelia saxatilis) nebo terčovkou střechovitou (Parmelia omphalodes). Na stromech najdeme terčovku bublinatou (Hypogymnia physodes) či terčovku brázditou (Parmelia sulcata) nebo provazovku (rod Usnea), dříve vzácnou kvůli znečištění ovzduší. Ve štěrbinách na Pravčické bráně se vyskytuje také játrovka kryjnice Meylanova (Calypogeia integristipula). Z mechů zde rostou čtyřzoubek průzračný (Tetraphis pellucida), dvouhroteček různotvárný (Dicranella heteromalla), kroucenec zední (Tortula muralis), ploník chluponosný (Polytrichum piliferum)nebo dřípovičník zpeřený (Schistostega pennata), jehož prvoklíček světélkuje díky lomu světla na vypouklých buňkách. Z vyšších rostlin tu najdeme několik borovic lesních (Pinus sylvestris) a břízu bělokorou (Betula pendula), vřes obecný (Calluna vulgaris), brusnici borůvku (Vaccinium myrtillus), brusnici brusinku (Vaccinium vitis-idaea), jestřábník zední (Hieracium murorum) a metličku křivolakou (Avenella flexuosa).
Mezi suchá společenstva patří Štěrbinová vegetace silikátových skal a drolin, jejímiž hojnými druhy jsou vřes obecný (Calluna vulgaris), brusnice borůvka (Vaccinium myrtillus) a brusnice brusinka (Vaccinium vitis-idaea); z mechů je to pak především křivonožka zprohýbaná (Campylopus flexuosus), ploník chluponosný (Polytrichum piliferum), rohozub nachový (Ceratodon purpureus) a paprutka nící (Pohlia nutans).
Naopak na hranách skal exponovaných severně se vyskytují vlhká společenstva Brusnicové vegetace skal a drolin, v níž se vyskytuje brusnice borůvka (Vaccinium myrtillus), rod rašeliník (Sphagnum sp.) nebo bělomech skalní (Leucobryum juniperoideum).
Na okolních svazích se především v nižších polohách nacházejí acidofilní (kyselé) bučiny. Toto společenstvo bylo v minulosti v Labských pískovcích dominantní, avšak v souvislosti s lesním hospodářstvím bylo nahrazováno smrkovými monokulturami nebo borovicemi. Na území NPP dnes zaujímá 10% rozlohy. Stromové patro tvoří buk lesní (Fagus sylvatica), v menší míře potom jedle bělokorá (Abies alba), dub letní (Quercus robur), dub zimní (Quercus petraea), javor klen (Acer pseudoplatanus), jilm drsný (Ulmus glabra) a smrk ztepilý (Picea abies). Z bylin se zde nacházejí bika bělavá (Luzula luzuloides), bika chlupatá (Luzula pilosa), metlička křivolaká (Avenella flexuosa), kapraď rozložená (Dryopteris dilatata) nebo pstroček dvoulistý (Maianthemum bifolium). Typickými zástupci mechů jsou bezvláska vlnkatá (Atrichum undulatum), dvouhroteček různotvárný (Dicranella heteromalla), paprutka nící (Pohlia nutans) a ploník ztenčený (Polytrichastrum formosum).
Na prudkých svazích a na skálách se nachází společenstvo Subkontinentálních borových doubrav. Jedná se o světlé lesy obsahující borovici lesní (Pinus sylvestris), dub letní (Quercus robur), dub zimní (Quercus petraea), břízu bělokorou (Betula pendula) a jeřáb ptačí (Sorbus aucuparia), v podrostu s brusnicí brusinkou (Vaccinium vitis-idaea), brusnicí borůvkou (Vaccinium myrtillus) a vřesem obecným (Calluna vulgaris). Z keřů se zde vyskytuje krušina olšová (Frangula alnus); častou kapradinou je hasivka orličí (Pteridium aquilinum). Z mechorostů zde lze nalézt křivonožku zprohýbanou (Campylopus flexuosus), dvouhrotec chvostnatý (Dicranum scoparium), dvouhrotec čeřitý (Dicranum polysetum), travník Schreberův (Pleurozium schreberi) nebo bělomech skalní (Leucobryum juniperoideum).

### Fauna

#### Bezobratlí
Nejvýznamnějším bezobratlým živočichem, který se na území NPP vyskytuje, je roháček jedlový (Ceruchus chrysomelinus), který patří mezi kriticky ohrožené druhy. Jeho larvy se vyvíjí ve tlejících kmenech stromů. Dalším významným zástupcem je chrobák černý (Typhaeus typhoeus), jehož jediným areálem výskytu v České republice je okolí Hřenska. Byl zde znovuobjeven v roce 2002, předtím nebyl nalezen po dobu 40 let. Hojně se zde vyskytuje mravkolev obecný (Myrmeleon formicarius), naopak ojedinělý je nález tesaříka Pedostrangalia revestita. Z motýlů se zde vyskytují píďalka šedokřídlec pampeliškový (Charissa glaucinaria), žlutokřídlec skalní (Idaea contiguaria), makadlovka Monochroa cytisella nebo zavíječ Pempelia formosa.

#### Obratlovci
Nejpočetnější skupinou obratlovců na tomto území jsou ptáci: sýkora koňadra (Parus major), sýkora uhelníček (Parus ater), sýkora modřinka (Parus caeruleus), kos černý (Turdus merula), sojka obecná (Garrulus glandarius), červenka obecná (Erithacus rubecula), rehek zahradní (Phoenicurus phoenicurus), rehek domácí (Phoenicurus ochruros), konipas bílý (Motacilla alba), kulíšek nejmenší (Glaucidium passerinum), poštolka obecná (Falco tinnunculus) nebo krkavec velký (Corvus corax). Skalní stěny jsou příhodným stanovištěm pro sokola stěhovavého (Falco peregrinus), který zde pravidelně hnízdil asi do 50. let 20. století. Potom jeho počty začaly klesat, především kvůli používání nadměrného množství pesticidů v zemědělství. V letech 1989–1996 proběhla jeho reintrodukce v sousedním Saském Švýcarsku, odkud se úspěšně rozšířil zpět i do Českého Švýcarska. Ze savců se zde pravidelně vyskytuje plch velký (Myoxus glis), velmi vzácně plch zahradní (Eliomys quercinus); dále kuna skalní (Martes foina), veverka obecná (Sciurus vulgaris), netopýr rezavý (Nyctalus noctula) a ve skalních štěrbinách netopýr hvízdavý (Pipistrellus pipistrellus). Z třídy plazů se zde vzácně vyskytuje ještěrka obecná (Lacerta agilis).

## Ochrana přírody

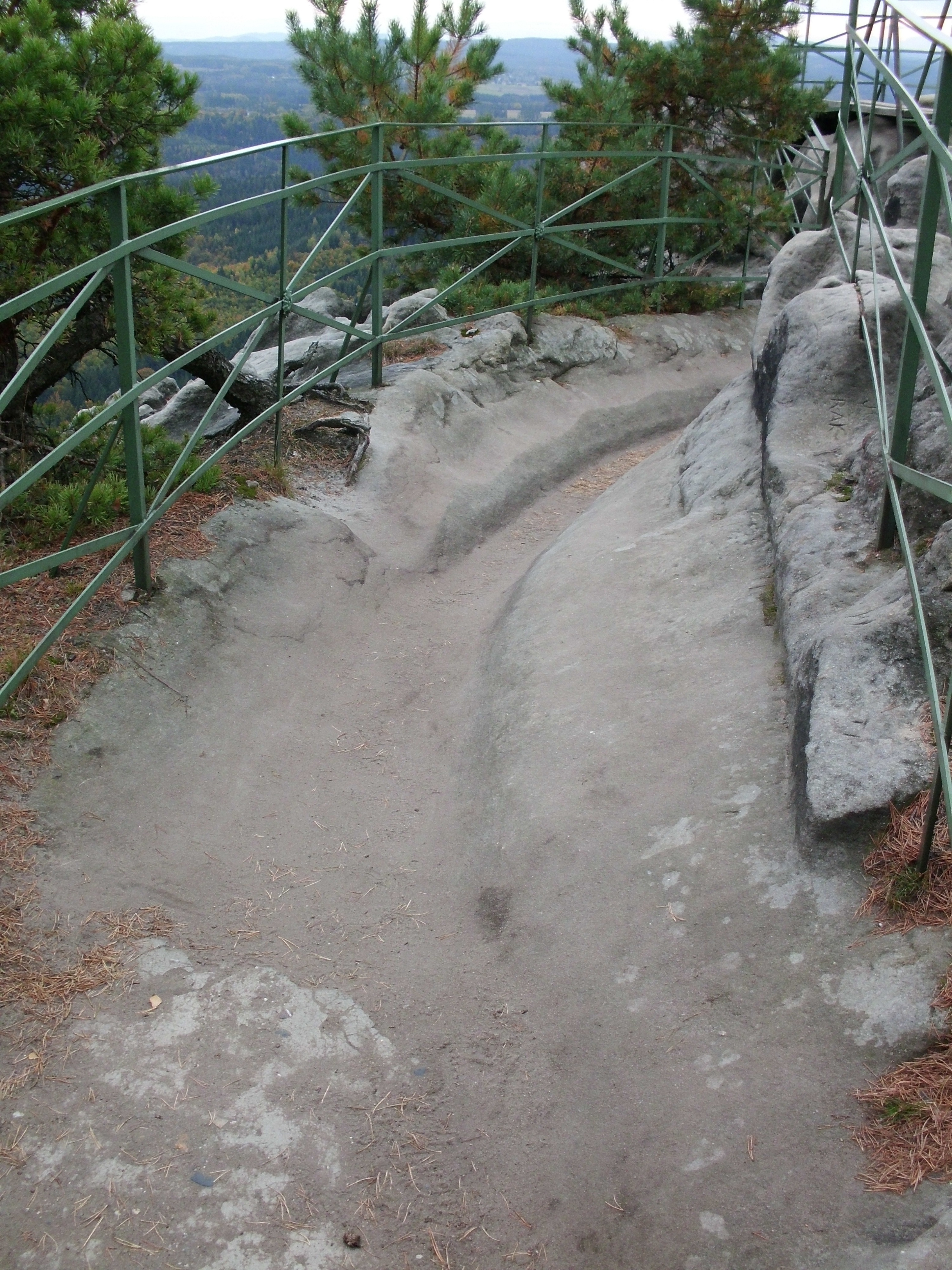
Vyšlapání pískovce na vyhlídce u Pravčické brány

Předmětem ochrany je pískovcová skalní brána, nicméně chráněny jsou i okolní masivy a přirozená skladba vegetace. Rozpad brány je v budoucnosti nevyhnutelný a je dán již samotným principem jejího vzniku. Cílem ochrany je tedy zachování současného stavu a přirozeného vývoje pískovcových skalních masivů a minimalizace negativního antropogenního působení. Velký počet návštěvníků způsoboval zvýšenou erozi vrchních partií brány a odnos materiálu. Za období turistického využívání brány byla z oblouku odnesena vrstva o tloušťce 60 až 80 cm. V roce 1982 bylo navíc ve spodní části objeveno několik prasklin, a tak byl vstup na Pravčickou bránu zakázán.

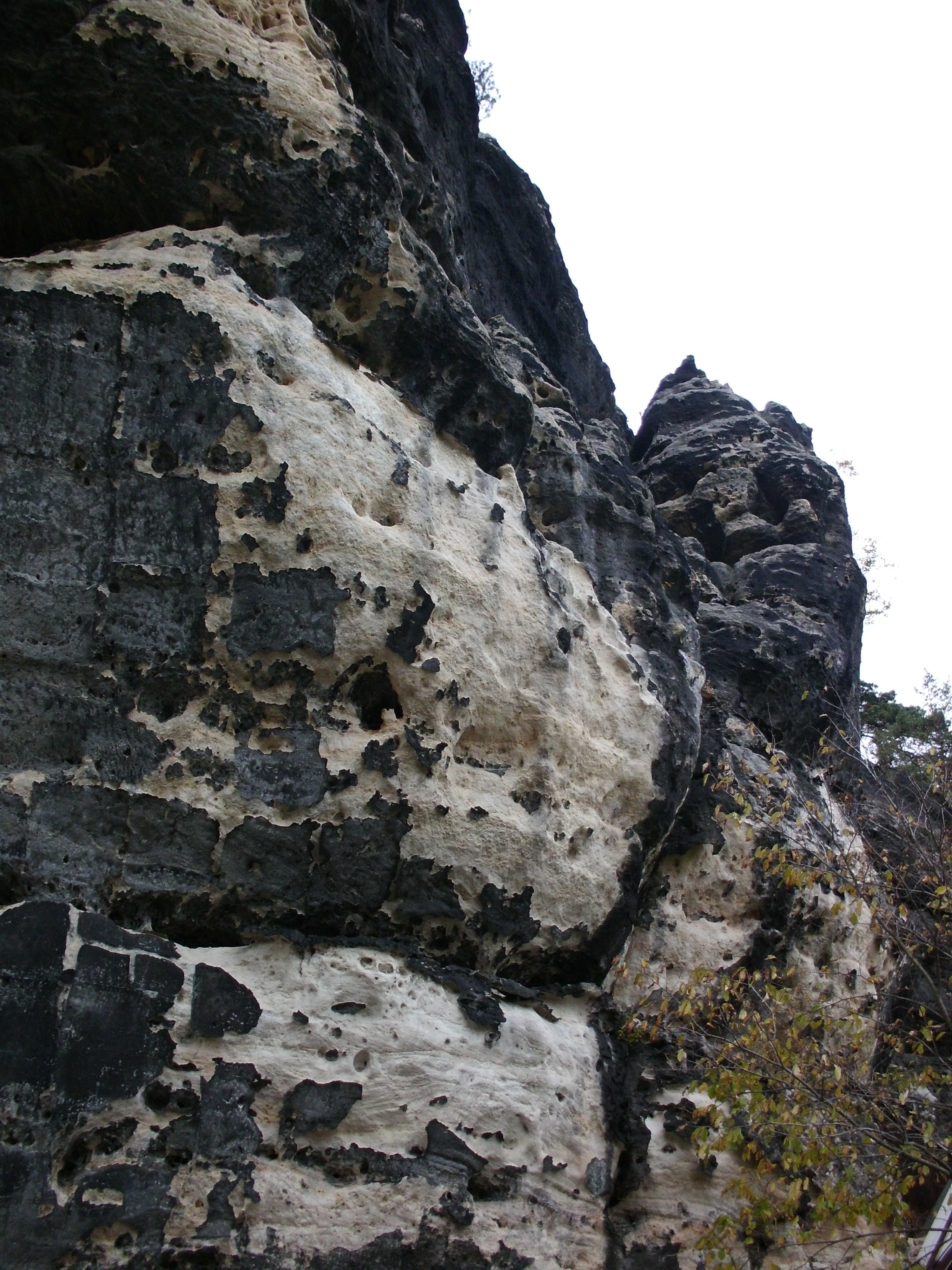
Solné výkvěty na pískovci

Na zvětrávání pískovce se podílí několik faktorů. Pískovcový materiál Pravčické brány patří mezi horniny s nízkou pevností, navíc místo, kde se brána nachází, je silně exponováno. Velkou měrou se na zvětrávání podílí klima – intenzita srážek, změny teploty, sluneční záření nebo mrazové zvětrávání; dále ho ovlivňuje činnost organismů. Přímý antropogenní vliv je dnes díky zákazu vstupu minimalizován, nepřímo je hornina ovlivňována v důsledku vypouštění antropogenních emisí do ovzduší (urychlují proces zvětrávání) a především kyselé atmosférické depozice. Ta na povrchu brány způsobuje tvorbu tzv. solných výkvětů (krystalizované soli vzniklé neutralizací), které se spolu s horninou drolí a opadávají. Tím také porušují ochrannou opálovou krustu pískovce, která pozitivně ovlivňuje jeho soudržnost. Dlouhodobé antropogenní emise také mimo jiné zapříčinily tmavě šedé až černé zabarvení pískovce.
Na Pravčické bráně je pravidelně prováděn monitoring zahrnující různá měření. Sleduje se vnější teplota, náklon, způsob a míra porušení pískovce, jeho složení, rozložení vlhkosti, případné druhotné zpevnění (proželeznění či prokřemenění) horniny nebo její vratné rozpínání v důsledku změn teploty.
Ze seizmického průzkumu, například snímači (tzv. geofony) nebo geologickými radary, byly vytvořeny řezy tělesem brány ukazující pevnost masivu, intenzitu zvětrávání nebo skryté trhliny.

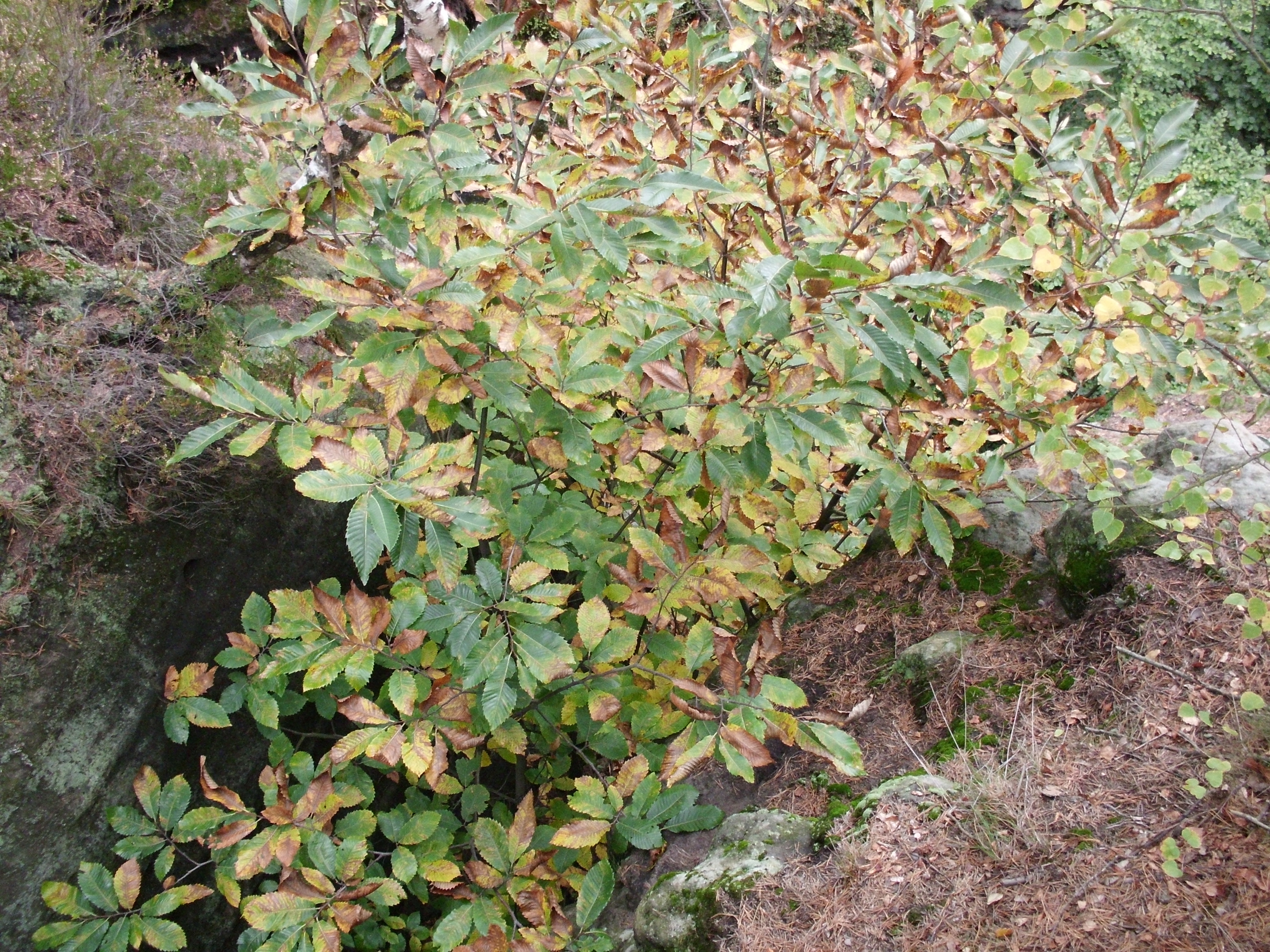
Nepůvodní kaštanovník setý (Castanea sativa)

V bezprostřední blízkosti brány byl v minulosti vysazen nepůvodní kaštanovník setý (Castanea sativa) jako okrasná dřevina. Ten se zde bohužel dobře šíří, proto se provádí jeho pravidelné odstraňování. Další nepůvodní dřevinou je silně invazní borovice vejmutovka (Pinus strobus), vysazovaná v této oblasti v souvislosti s lesnickým využíváním. Je častější v okolí, přímo na území NPP se nevyskytuje, je ale nutný i její monitoring. Dále jsou odstraňovány náletové dřeviny z povrchu brány, protože by mohly způsobit její poškození, a také z přístupových a vyhlídkových cest z bezpečnostních důvodů.

## Turistika

### Přístup
K Pravčické bráně se lze dostat pouze pěšky. Jižně od Pravčické brány prochází Gabrielina stezka, po které je značena červená turistická trasa Klubu českých turistů. Touto stezkou se sem lze dostat buď strmější cestou od západu od Hřenska (2 kilometry cesty Dlouhým dolem od křižovatky Tři prameny), nebo mírnější cestou od východu od vsi Mezní Louka úpatím Křídelních stěn, v délce asi 6,5 kilometru.
Poslední úsek cesty od rozcestníku na Gabrielině stezce k Pravčické bráně a okolním vyhlídkám není značen turistickými značkami. Tento úsek až k turniketům u Sokolího hnízda měří asi 0,45 km, stezka mimo jiné křižuje sama sebe po stezce přes rokli a prochází po galerijních mostcích a stezkách vysekaných do skály, asi 10 metrů dlouhým skalním tunelem a také uzamykatelným podloubím (lodžií) zámečku Sokolí hnízdo. Na severní straně zámečku Sokolí hnízdo jsou pokladny s turnikety s omezenou otevírací dobou. 
Do prostor restaurace a občerstvení včetně teras pod samotnou Pravčickou bránou i několika nedalekých vyhlídek přístupných vybudovanými zábradlími, schodišti a po stezkách zabezpečených mostky lze vstoupit až po zaplacení vstupného. Zákonnost zpoplatnění vstupu do této lokality (a jiných podobných míst v republice) byla předmětem řady odborných diskusí a správních sporů.

### Nákladní obsluha
Pro dopravní obsluhu zámečku Sokolí hnízdo a údržbu areálu slouží asi 400 metrů dlouhá visutá nákladní lanovka, která vede od jihojihovýchodu. Horní stanice lanovky je vzdálena po stezce asi 30 metrů od suterénních vstupů zámečku Sokolí hnízdo.  

## Horolezectví
Horolezectví má v Českosaském Švýcarsku dlouhou tradici sahající do první poloviny 19. století., o horolezeckém výstupu přímo na těleso brány však nejsou žádné doklady a dnes by byl pochopitelně zakázán. MŽP udělilo v roce 1995 Českému horolezeckému svazu výjimku umožňující provozovat horolezectví na čtyřech již dříve využívaných okolních lokalitách, a to na Staré Václavské stěně, Malém Pravčickém kuželu, Václavské věži a Křížové věži.

## Galerie

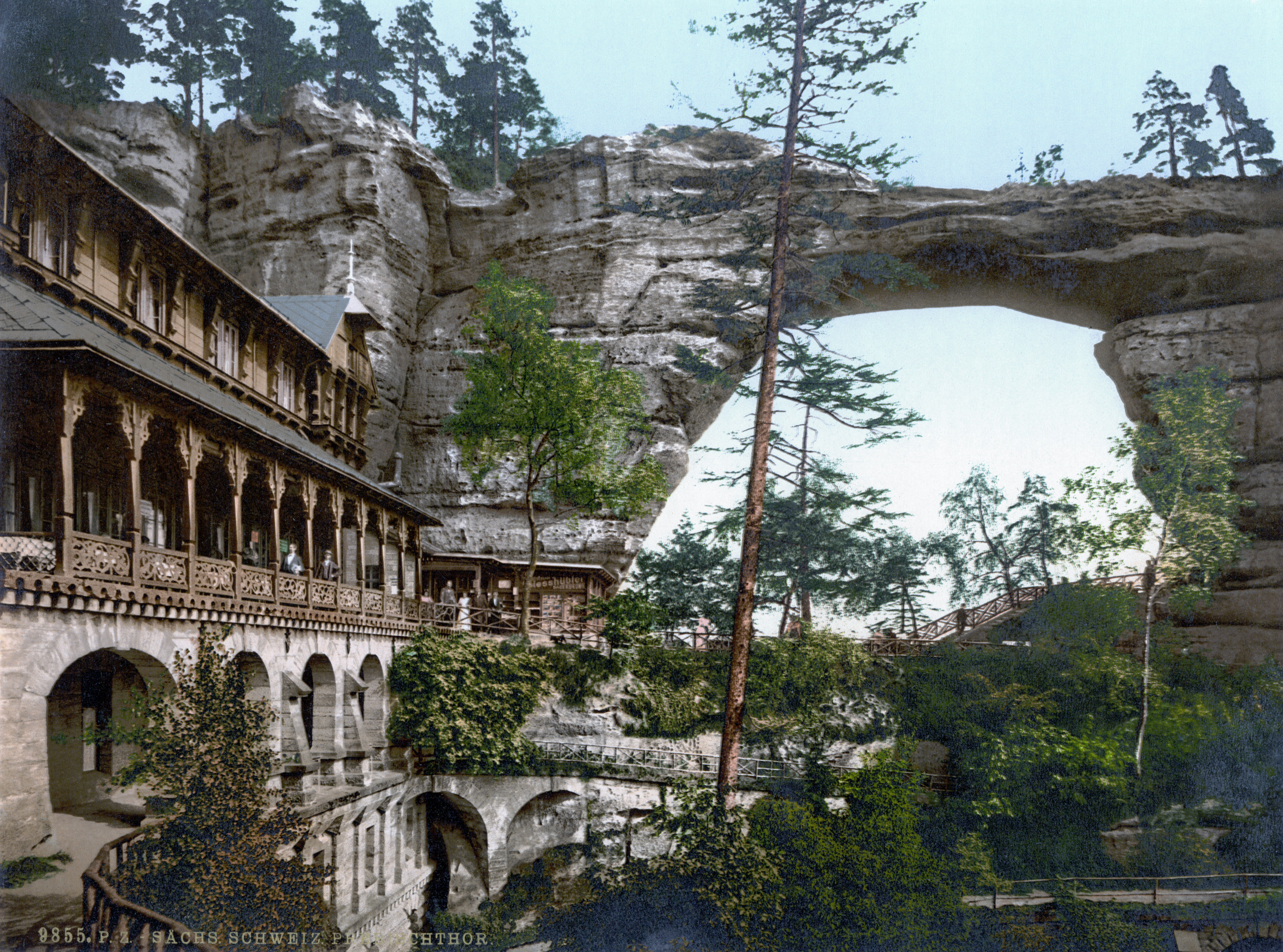
Pravčická brána okolo roku 1900
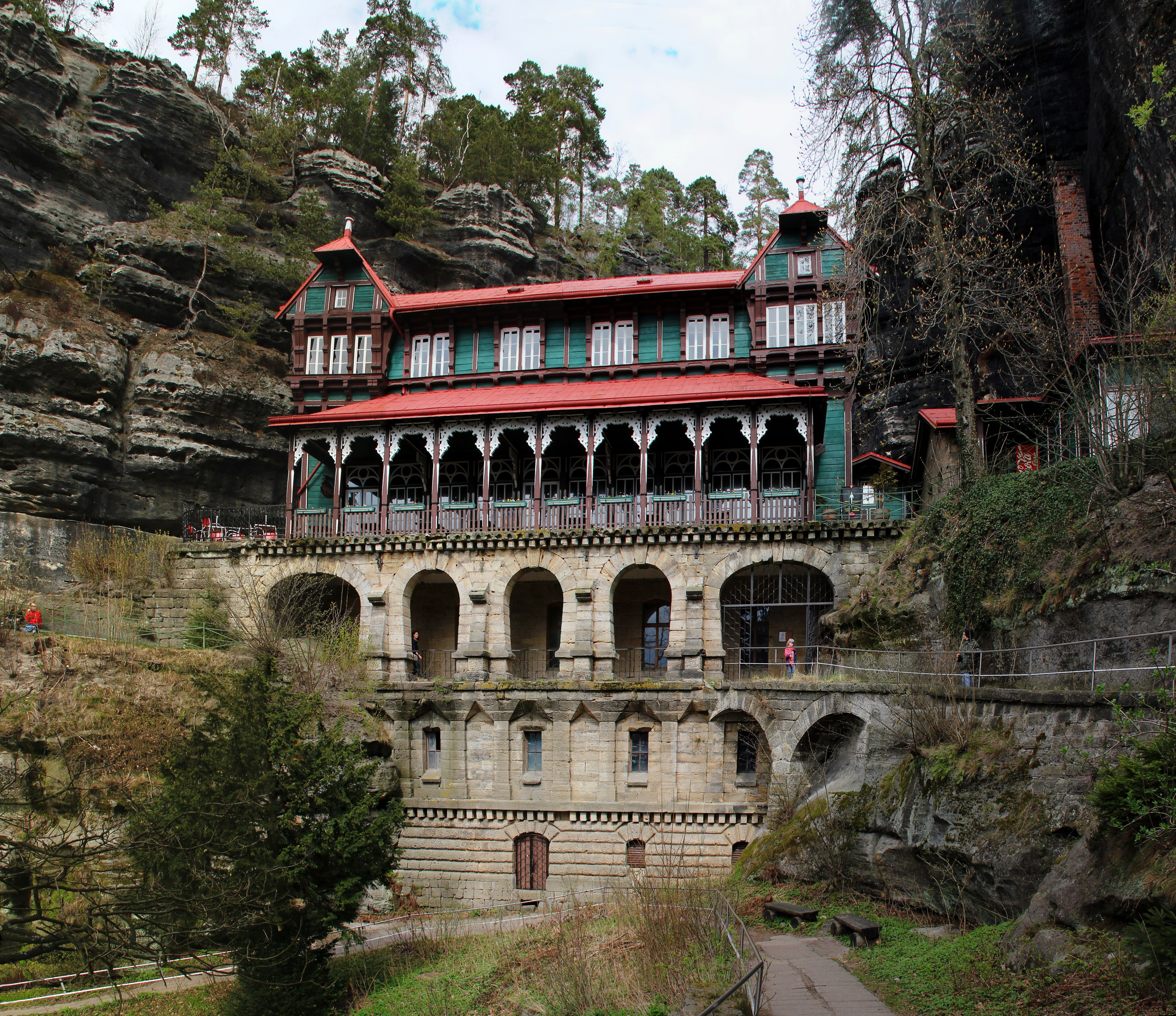
Restaurace Sokolí hnízdo
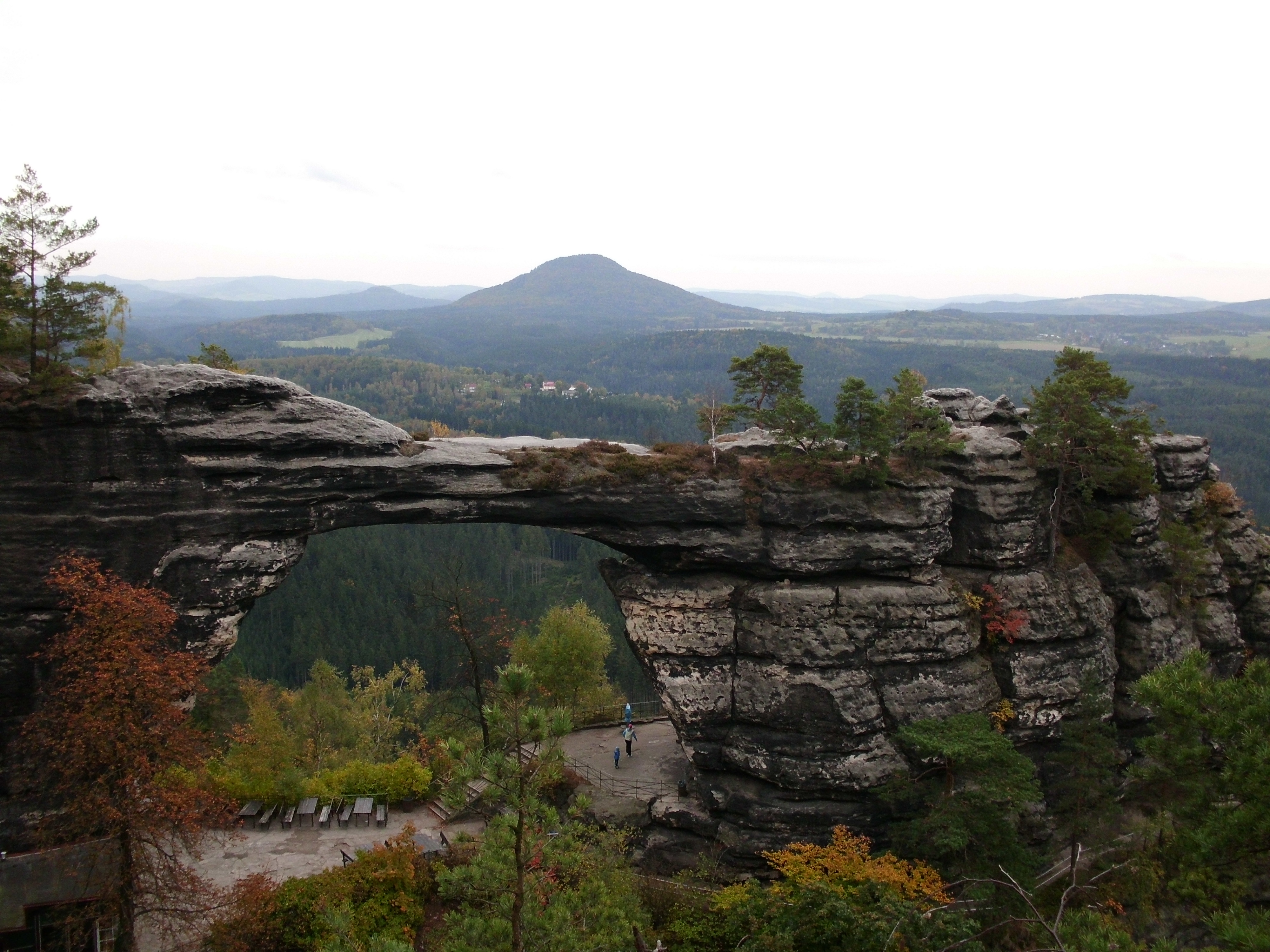
Pravčická brána, v pozadí Růžovský vrch
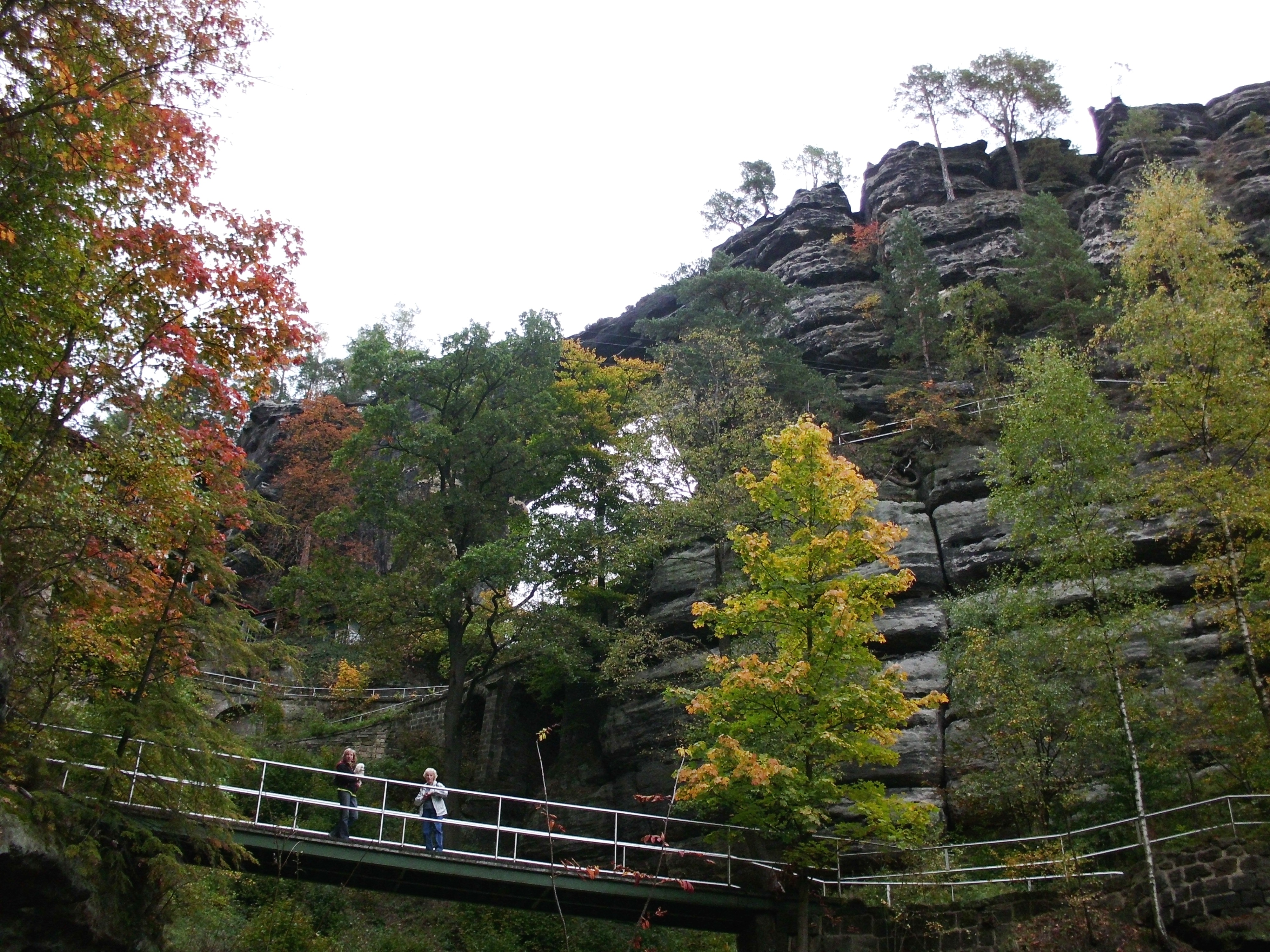
Pravčická brána, pohled zespoda
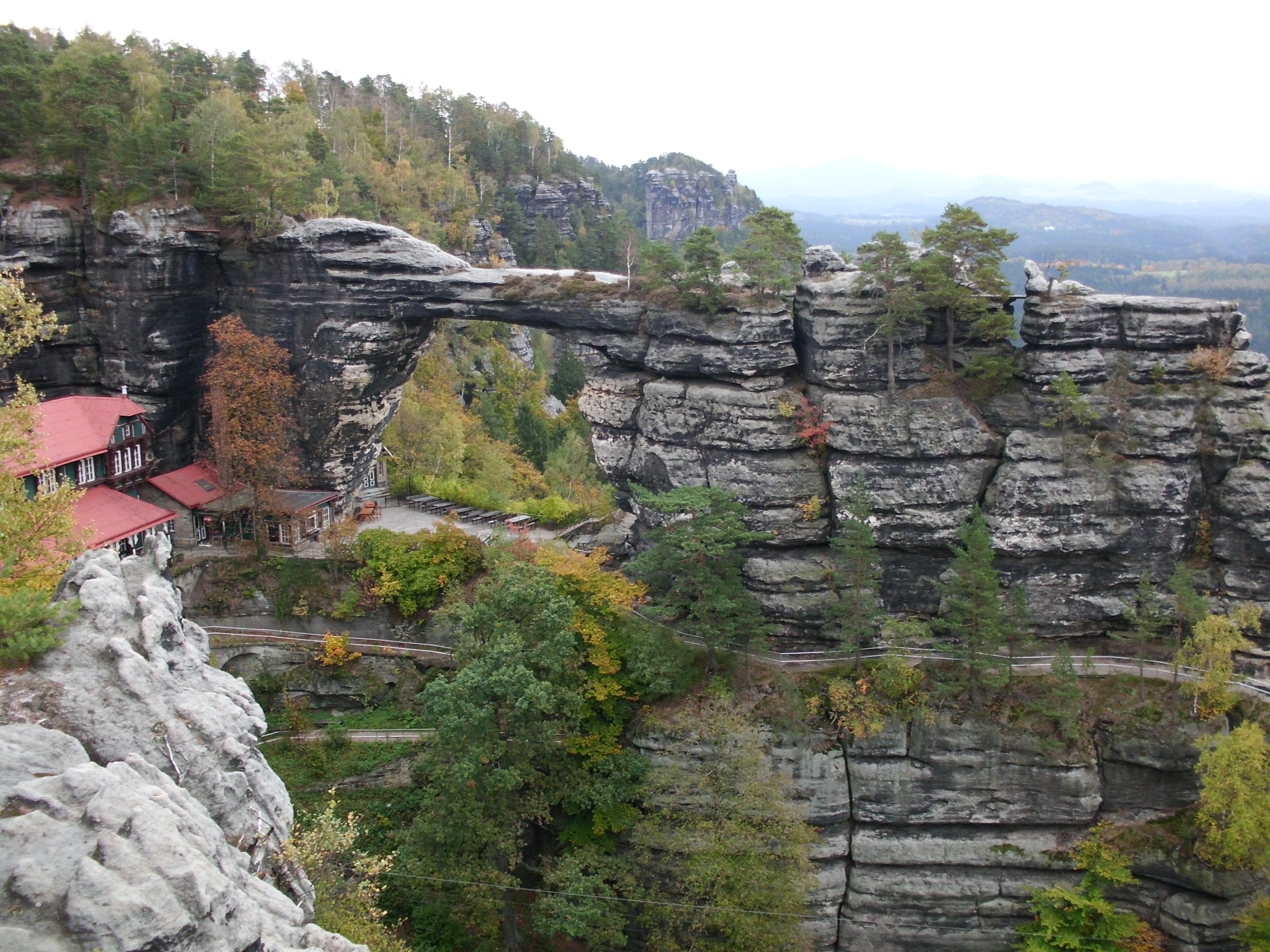
Pravčická brána
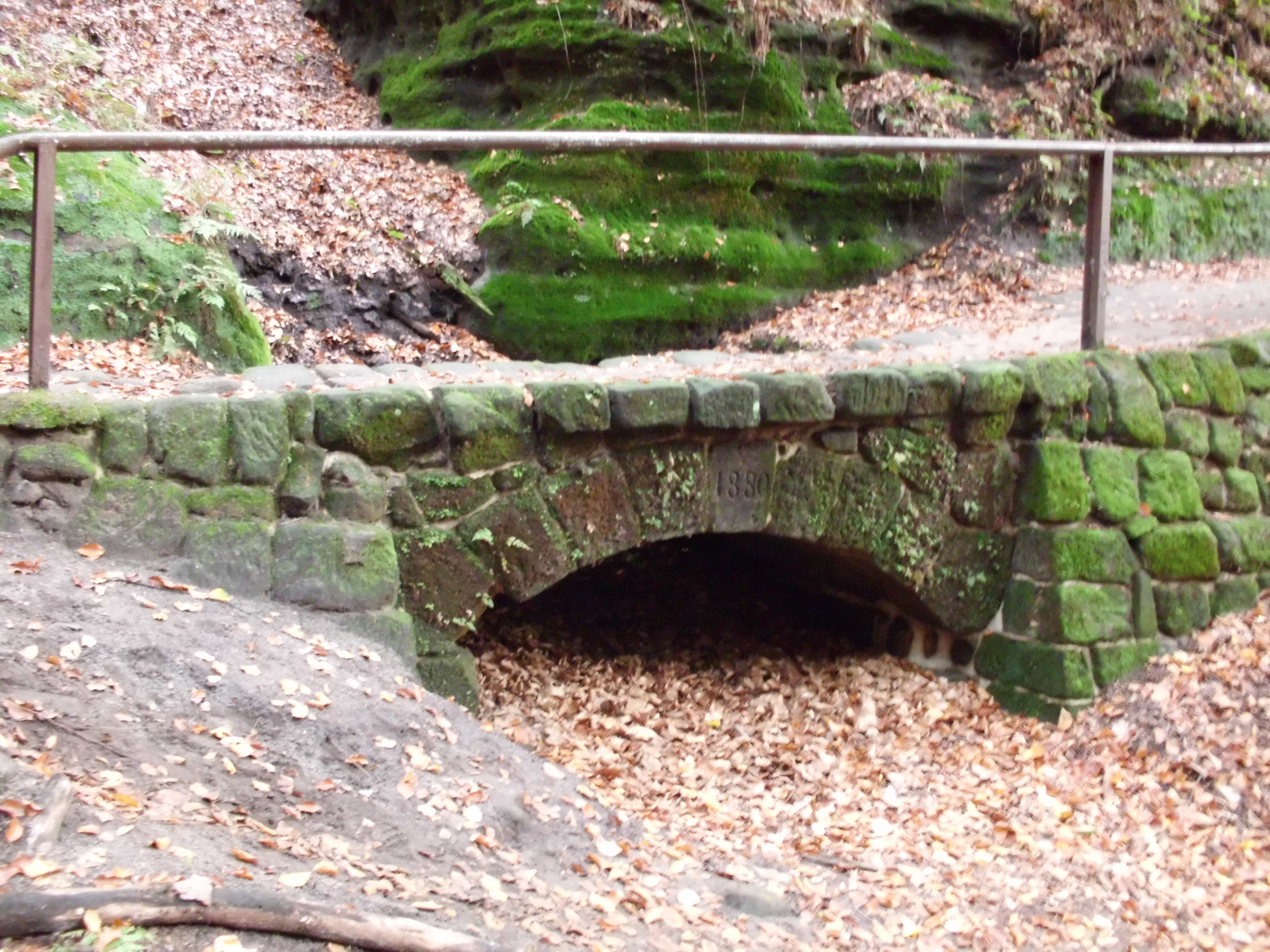
Můstek na cestě na Pravčickou bránu s patrným rokem budování 1880
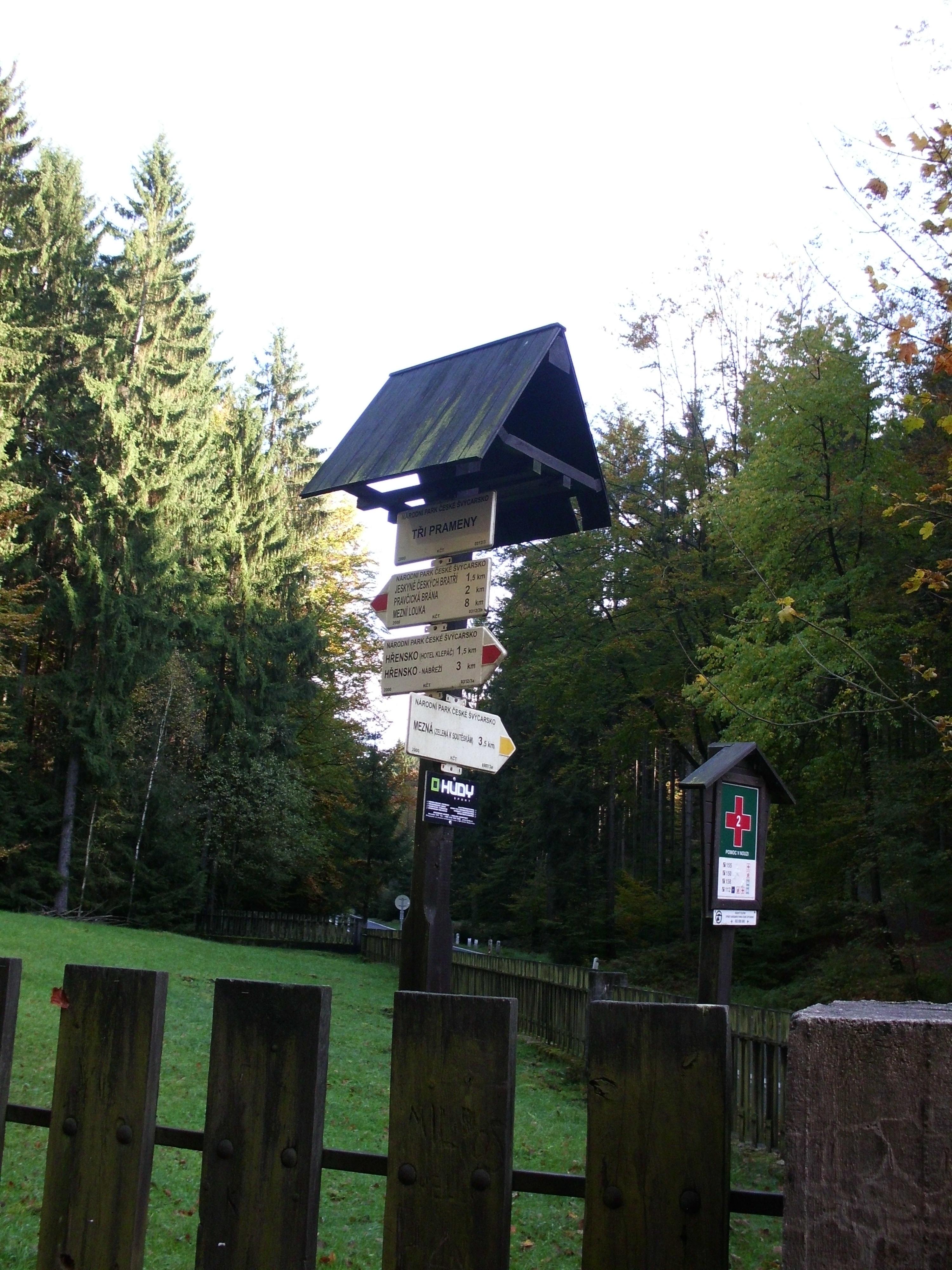
Rozcestník Tři Prameny
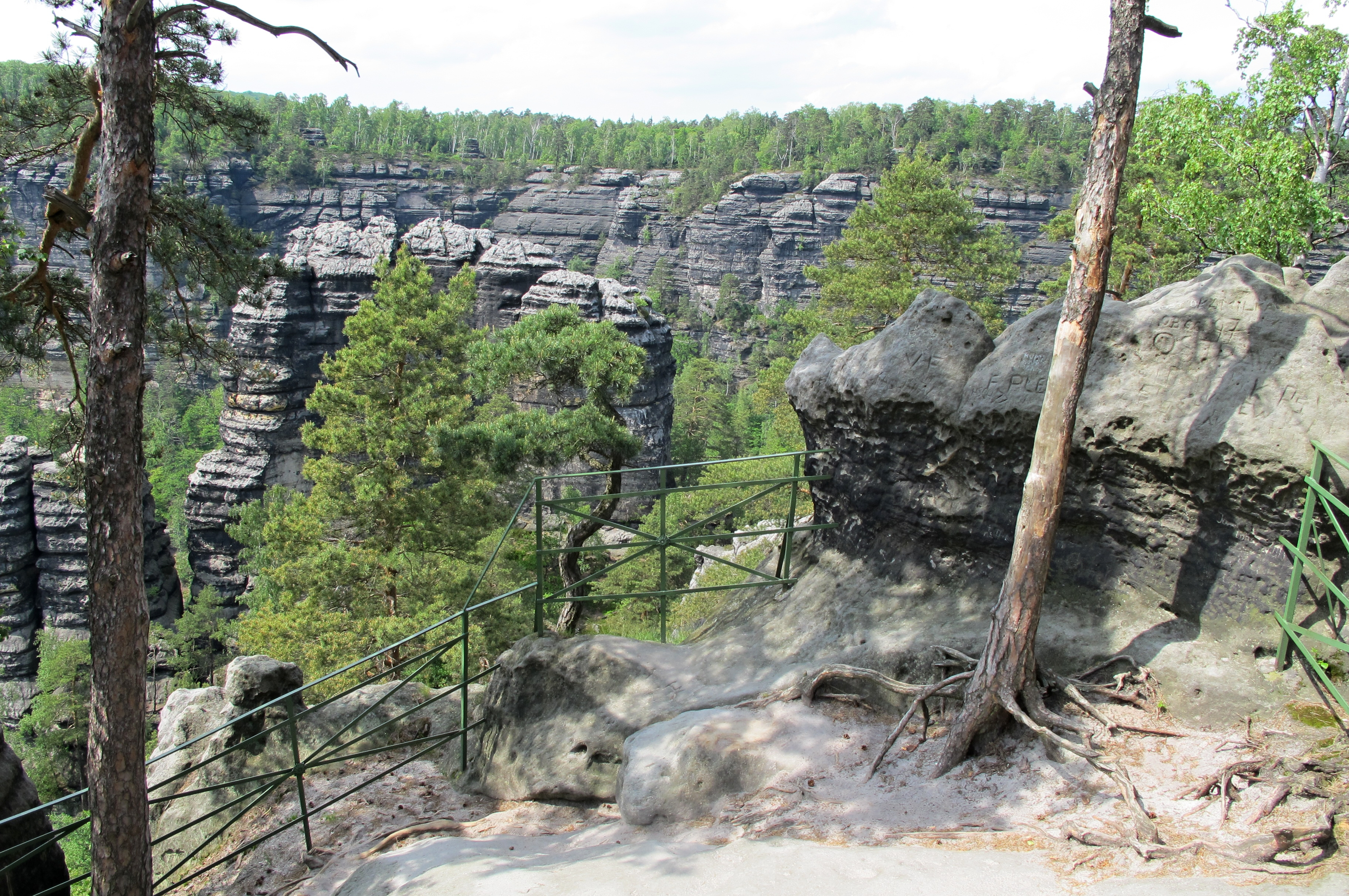
Pískovcové stěny u Pravčické brány
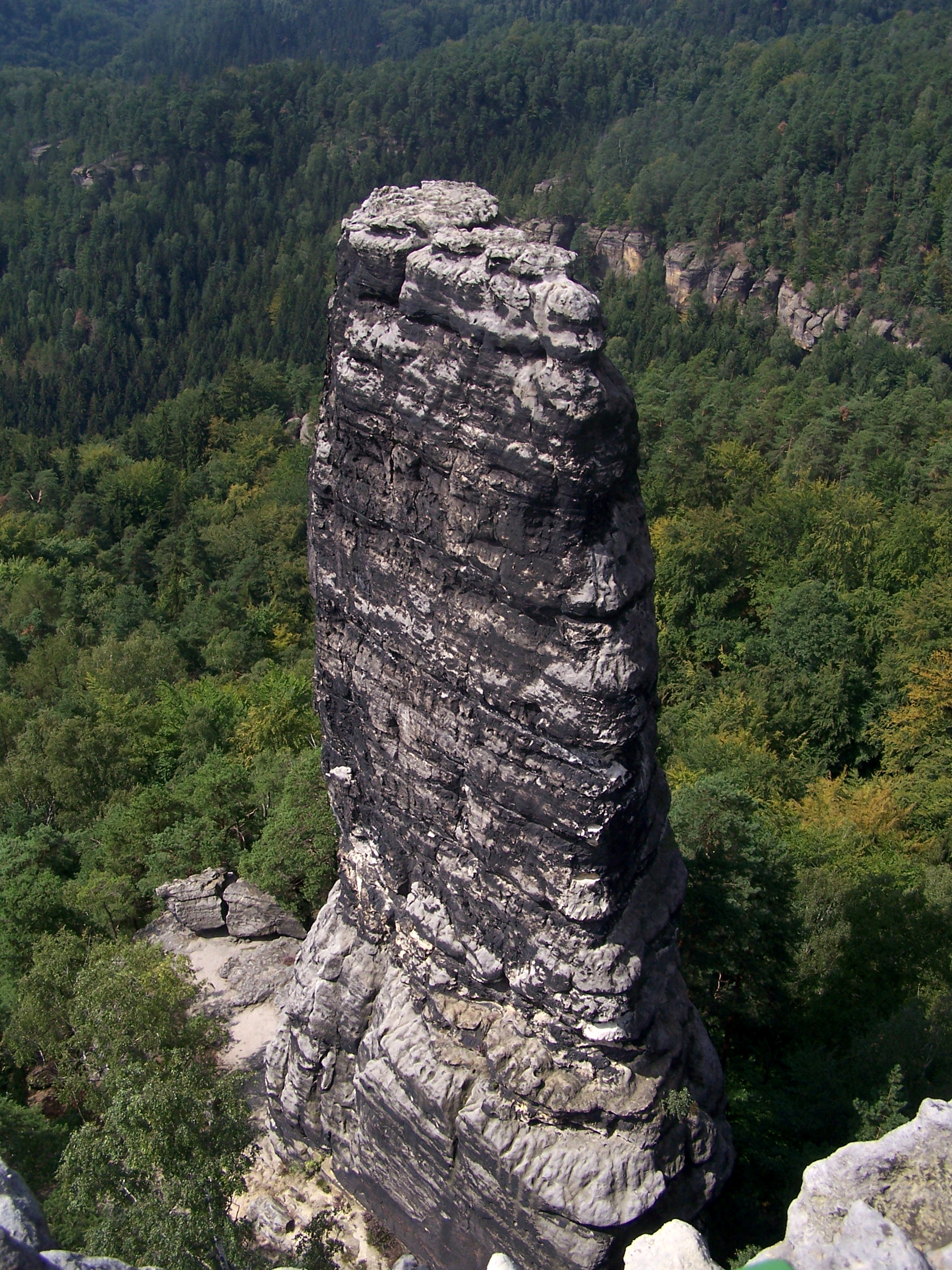
Malý Pravčický kužel
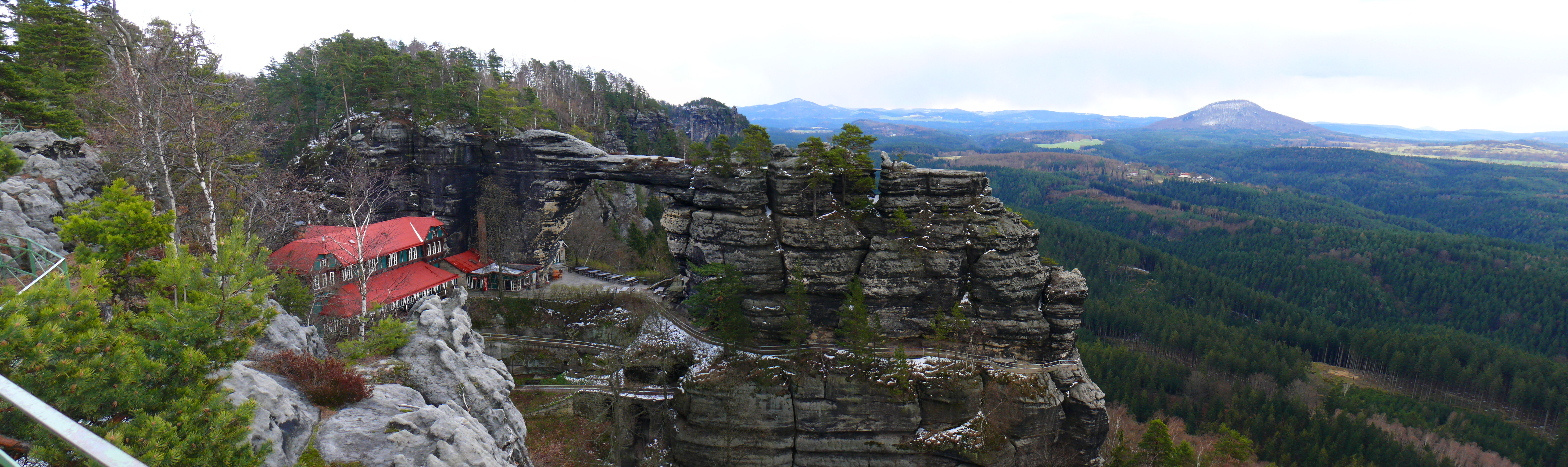
Panorama pravčické brány
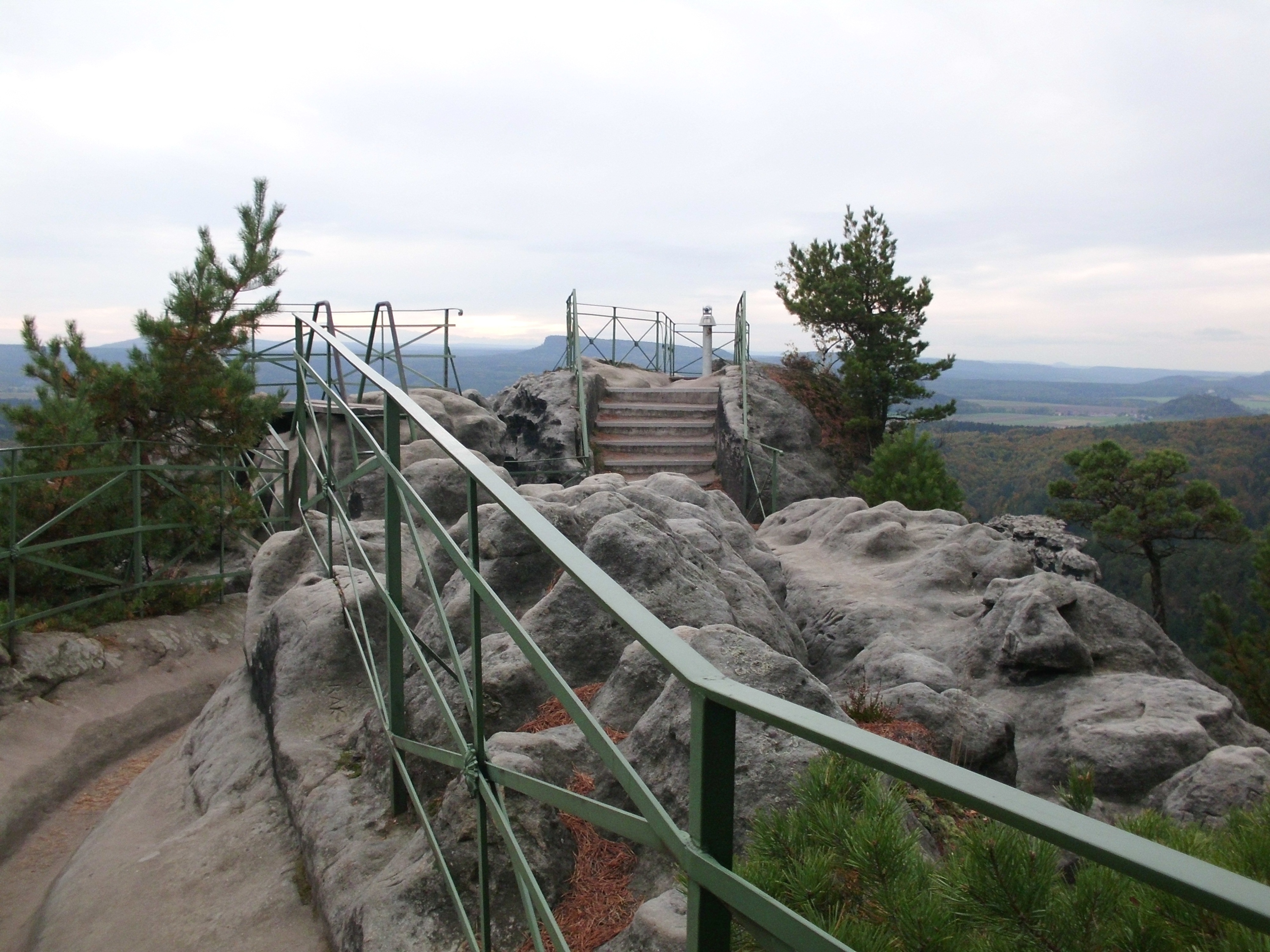
Zpřístupněná vyhlídka u Pravčické brány
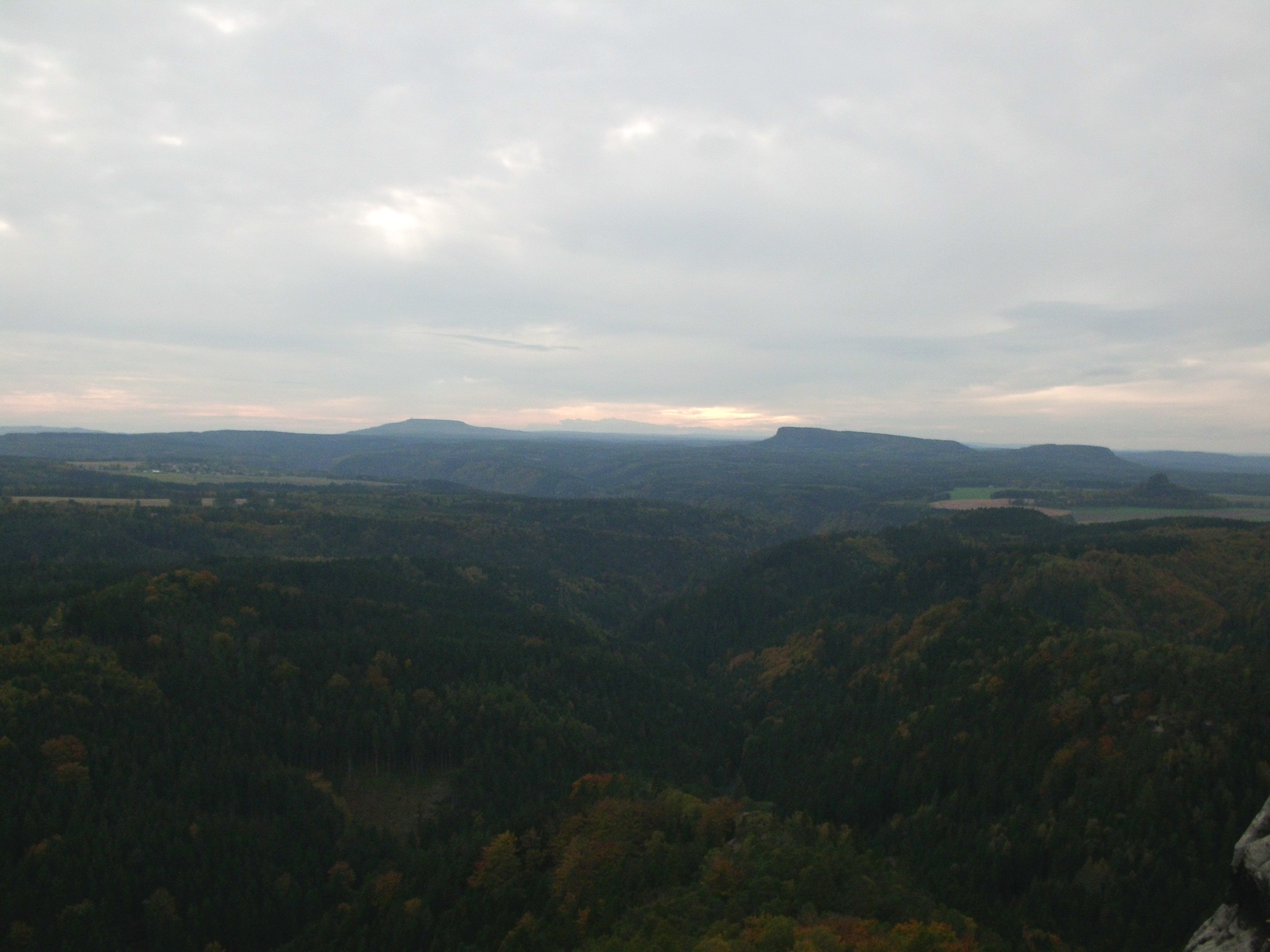
Pohled z vyhlídky u Pravčické brány: Děčínský Sněžník (vlevo), Großer Zschirnstein (vpravo)